# Edwin Schrader
Edwin Schrader (ur. w XIX wieku - zm. w XX wieku) – duński kolarz torowy, dwukrotny medalista mistrzostw świata.

## Kariera
Największy sukces w karierze Edwin Schrader osiągnął w 1897 roku, kiedy zdobył złoty medal w sprincie indywidualnym amatorów podczas mistrzostw świata w Glasgow. W zawodach tych bezpośrednio wyprzedził reprezentanta gospodarzy W. P. Fawcetta oraz Irlandczyka Harry'ego Reynoldsa. W tej samej konkurencji zdobył ponadto srebrny medal na rozgrywanych rok wcześniej mistrzostwach świata w Kopenhadze, ulegając jedynie Reynoldsowi. Nigdy nie wystąpił na igrzyskach olimpijskich. 